# Nijkerk

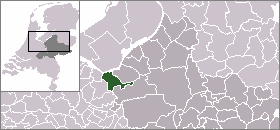
Nijkerks läge.

Nijkerk är en kommun i provinsen Gelderland i Nederländerna. Kommunens totala area är 72,05 km² (där 2,53 km² är vatten) och invånarantalet är på 38 376 invånare (2005).